# Antro del Corchia
Die Antro del Corchia ist eine Karsthöhle im Westhang der Apuanischen Alpen im Nordwesten der Toskana. Sie liegt im Gemeindegebiet von Stazzema.
Der Name der Höhle rührt vom Monte Corchia (1678 m s.l.m.) her, an dessen Südhang der Einstieg liegt.

## Geografie
Das Höhlensystem steht mit der Farolfi- und der Fighierà-Höhle, welche sich ebenfalls im Corchiamassiv befinden, in Verbindung. Zusammen bilden diese Höhlen mit 64 km bekannten Gängen eines der längsten Karsthöhlensysteme Italiens. Die Ausdehnung in der Höhe werden mit 1187 m angegeben. Die Höhle hat über 20 Zugänge in unterschiedlichen Meereshöhen, was zur Luftzirkulation in der Höhle führt und ihren den Beinamen Buca d’Eolo erklärt. Das Alter der Höhle dürfte sehr grob 2 Mio. Jahre betragen. Die Temperatur in der Höhle beträgt 7,6 °C.
Für Besucher sind zwei Kilometer erschlossen. Der Höhleneingang für Besucher liegt im Ortsteil Levigliani auf 860 m s.l.m. und wurde künstlich angelegt.

## Geologie
Die Kalke der Apuanische Alpen gehören dem oberen Trias an, mit späterer Metamorphose zu Marmor. Am Monte Corchio  herrscht dieser vor und wurde oberhalb Levigliani  bis 1970 abgebaut. Bei Levigliani gibt es auch kleinere Lagerstätten von Silber, Quecksilber, Zinnober und anderen Quecksilber-Sulfiden, die in der Vergangenheit ausgebeutet wurden und in der Höhle sichtbar sind.
Die Ablagerungen der Höhle (in Höhlenseen, Stalagmiten, Stalaktiten) werden zur Bestimmung des Paläoklimas erforscht. Die Antro del Corchio ist eine vielversprechende Quelle zur Rekonstruktion des Paläoklimas im Mittelmeerraum.

## Entdeckungsgeschichte
Entdecker der Höhle war 1840 der Sohn des Bürgermeisters von Stazzema, Emilio Simi.
1980 wurde der Eingang der Farolfi-Höhle und ca. ein Jahr später deren Zusammenhang mit der Antro del Corchia entdeckt. 2001 wurde die Antro del Corchia für die Öffentlichkeit zugänglich gemacht.

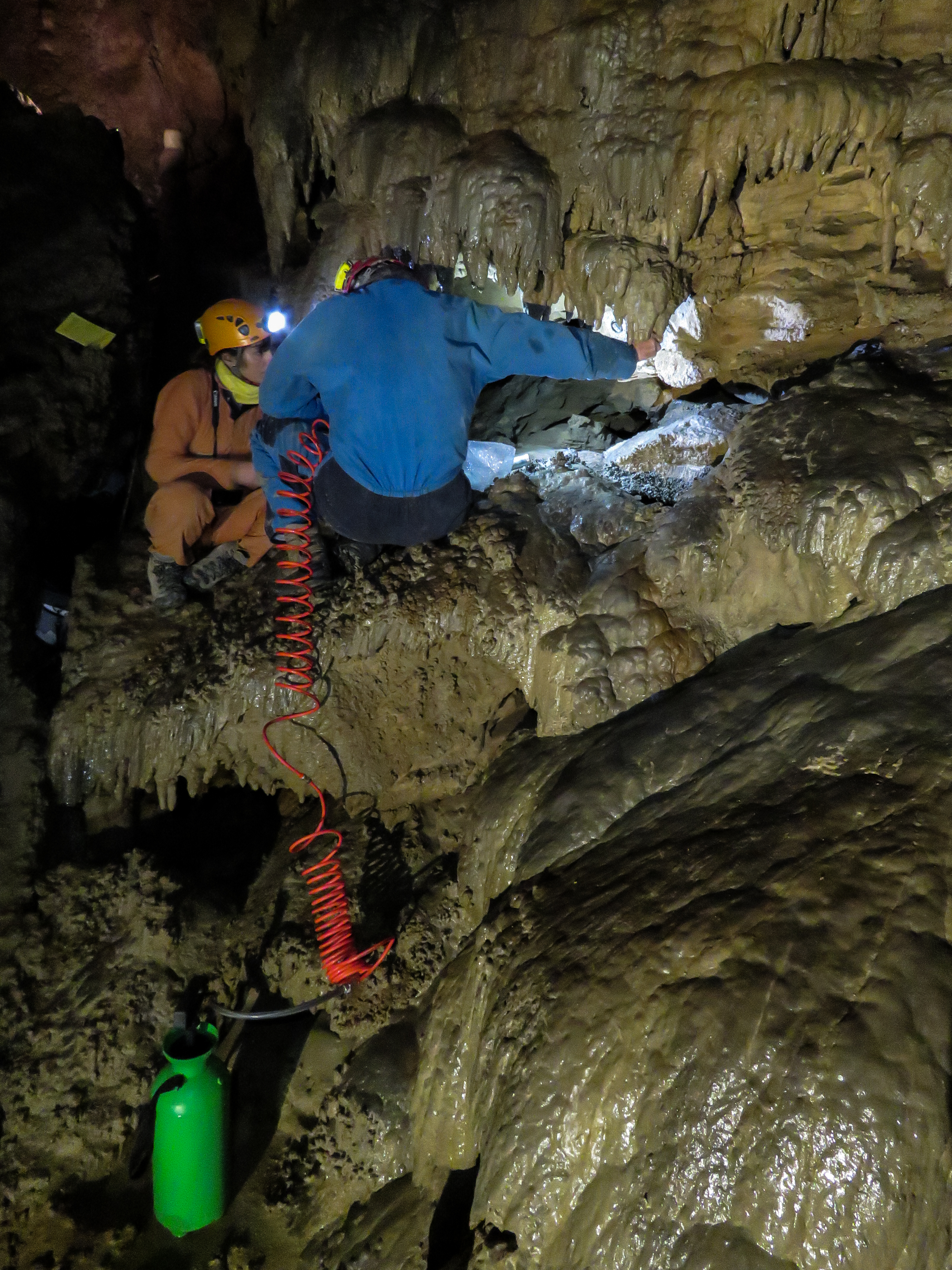
Forschung in der Höhle (2015)